# جاك سميث (لاعب كرة قدم)
جاك سميث (بالإنجليزية: Jack Smith)‏ (14 أكتوبر 1983 في المملكة المتحدة - ) هو لاعب كرة قدم بريطاني في مركز الدفاع. لعب مع سويندون تاون ونادي ميلوول ونادي واتفورد وإيه أف سي ويمبلدون وهيميل هيمبستيد تاون ونادي ويلدستون لكرة القدم.

## وصلات خارجية
- جاك سميث على موقع قاعدة بيانات كرة القدم.إي يو (الإنجليزية)
- جاك سميث على موقع Soccerbase.com (لاعب) (الإنجليزية)